# Planococcoides macarangae
Planococcoides macarangae är en insektsart som först beskrevs av Takahashi 1940.  Planococcoides macarangae ingår i släktet Planococcoides och familjen ullsköldlöss.
Artens utbredningsområde är Taiwan. Inga underarter finns listade i Catalogue of Life.